# Gerhard Heer
Gerhard Heer (Tauberbischofsheim, Baden-Württemberg, 19 de desembre de 1955) és un esportista alemany que va competir per la RFA en esgrima, especialista en la modalitat d'espasa. Va participar en els Jocs Olímpics de Los Angeles 1984, dels quals va obtenir una medalla d'or en la prova per equips.

## Palmarès internacional
| Jocs Olímpics | Jocs Olímpics              | Jocs Olímpics | Jocs Olímpics     |
| Any           | Lloc                       | Medalla       | Prova             |
| ------------- | -------------------------- | ------------- | ----------------- |
| 1984          | Los Angeles (Estats Units) | 1             | Espasa per equips |